# Стойкович, Деян
Деян Стойкович (серб. Дејан Стојковић; 11 июля 1977, Белград, Югославия) — югославский и сербский футболист.

## Биография
Клубную карьеру начинал в клубе «Рад», далее играл за «Милиционар». В начале августа 2000 года был заявлен за российский «Уралан», в который перешёл на правах аренды. В чемпионате России дебютировал 5 августа в выездном матче 20-го тура против нижегородского «Локомотива», выйдя после перерыва на замену Видасу Данченко. По итогам сезона «Уралан» покинул высший дивизион, а Стойкович вернулся в «Милиционар». Далее выступал за «Железник». В 2004 году перебрался в польский ЛКС. После были «Слога» Кралево и фарерский НСИ. Завершал карьеру в клубе «Раднички» Крагуевац.